# Better Off Ted – Die Chaos AG
Better Off Ted – Die Chaos AG (Alternativtitel: Office – Das verrückte Leben im Chaos) ist eine US-amerikanische Sitcom, die von 20th Century Fox Television produziert und erstmals am 18. März 2009 auf ABC ausgestrahlt wurde. Die Serie erhielt gute Kritiken und wurde trotz schlechter Quoten von ABC für eine zweite Staffel verlängert. Am 13. Mai 2010 gab ABC bekannt, dass Better Off Ted keine dritte Staffel erhalten werde. In Deutschland wurde die Serie ab dem 19. August 2010 bei Comedy Central Deutschland gezeigt.

## Handlung
Die Handlung der satirischen Büro-Comedy dreht sich um Ted, den Leiter der Abteilung Forschung und Entwicklung bei Veridian Dynamics. Veridian Dynamics ist ein skrupelloser multinationaler Konzern, dem Profit über jegliche Moral geht. Ted ist alleinerziehender Vater einer siebenjährigen Tochter namens Rose. In der Firma ist er Vorgesetzter zweier Forschungswissenschaftler, Lem und Phil, und der Produkttesterin Linda, für die er romantische Gefühle empfindet. Seine Chefin ist Veronica, eine emotions- und gewissenlose Frau, mit der er einmal eine Affäre hatte. Nachdem die Firma einen seiner Wissenschaftler zu Testzwecken kryogenisch eingefroren hat, beginnt Ted die Ziele und die Moral der Firma zu hinterfragen.
Während der Sendung durchbricht Ted regelmäßig die vierte Wand und spricht direkt zum Zuschauer, um aus seinem Leben zu erzählen und die Ereignisse der Sendung teils zynisch zu kommentieren.
Die Episoden beinhalten einen Werbespot für Veridian Dynamics, der das Thema der jeweiligen Episode, wie beispielsweise Nahrungsmittel oder Familie, darstellt. Die Werbespots haben zum Teil widersprüchliche Aussagen und sind überzeichnet dargestellt.

## Darsteller und Charaktere

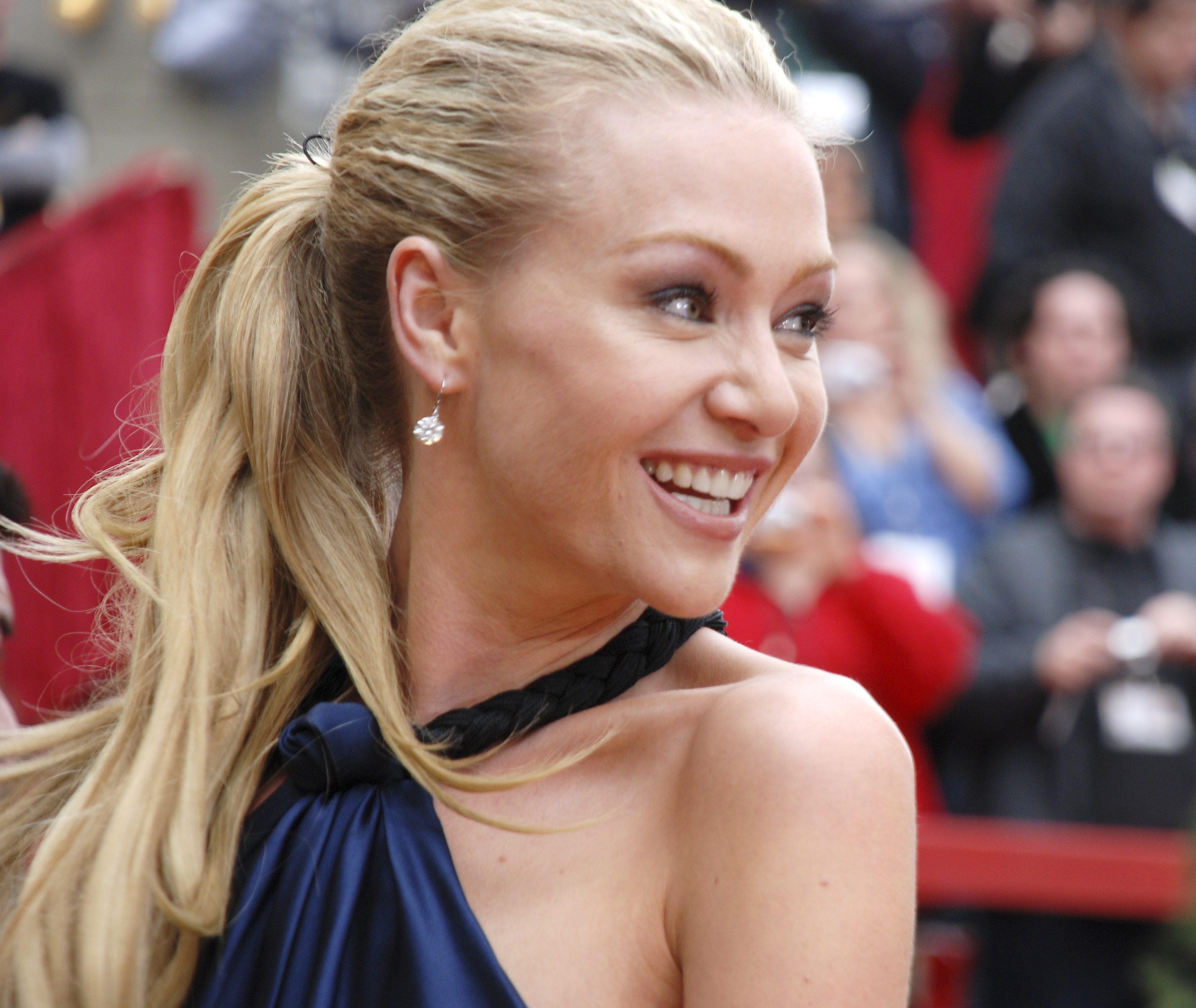
Portia de Rossi spielt Veronica Palmer

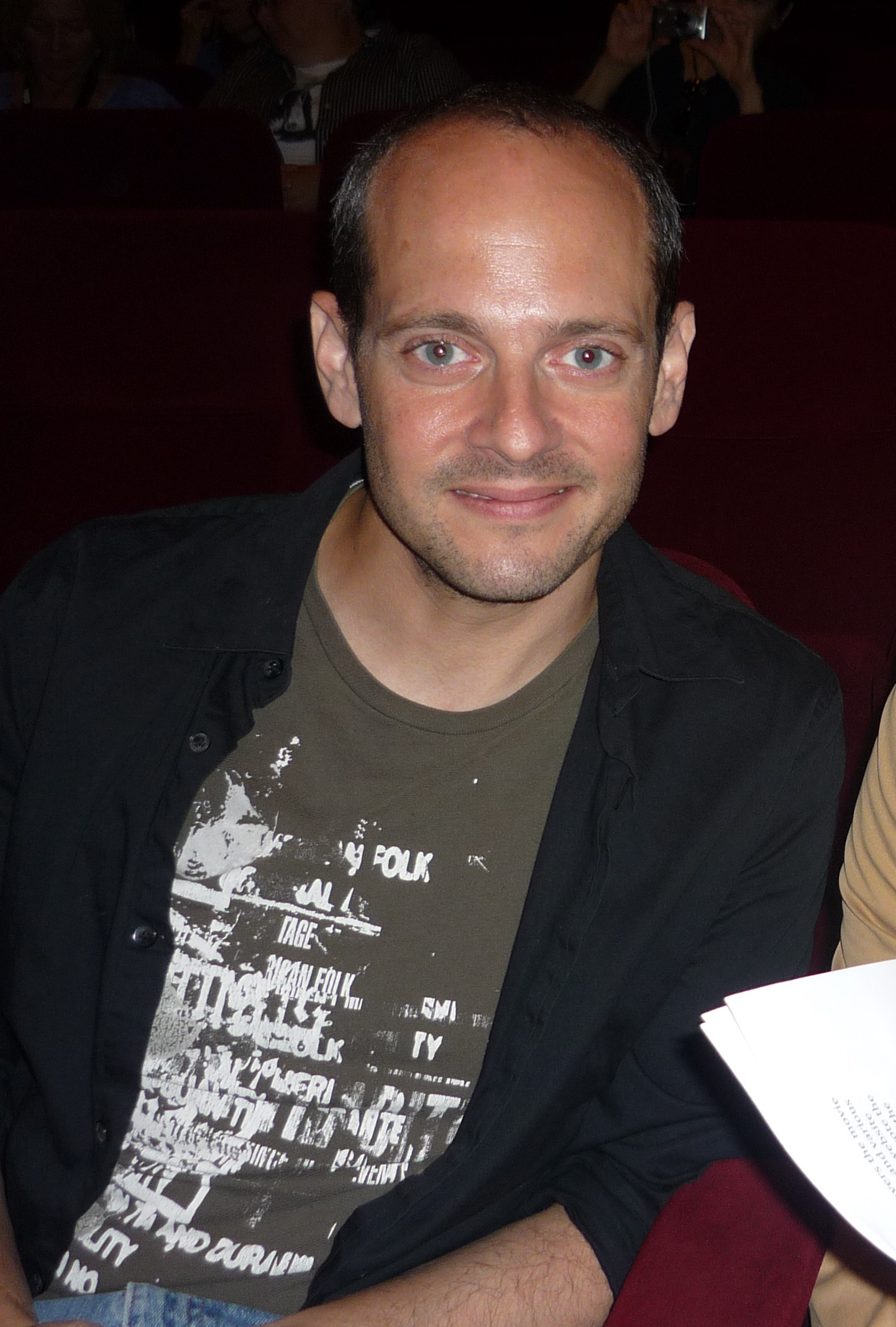
Jonathan Slavin spielt Phil

Ted Crisp, gespielt von Jay Harrington, ist der erfolgreiche aber gewissenhafte Leiter der Abteilung Forschung und Entwicklung bei Veridian Dynamics. Er ist die titelgebende Figur und spricht häufig zum Zuschauer. Er versucht sowohl seiner Arbeit nachzugehen, setzt sich aber auch für seine Mitarbeiter ein, soweit dies seine Position zulässt. Ted scheint Gefühle für Linda zu haben, kann diese aber aufgrund seiner „Nur eine Büroaffäre!“-Regel nur schwer offenlegen. Seine Büroaffäre hatte er mit Veronica. Er ist alleinerziehender Vater seiner Tochter Rose.
Veronica Palmer, gespielt von Portia de Rossi, ist Teds Vorgesetzte. Sie ist emotionslos und frei von Gewissen, bereit alles zu tun, was ihr oder der Firma zum Vorteil verhilft, weshalb viele Mitarbeiter eher Angst vor ihr haben. Obwohl sie und Ted einst eine Affäre hatten, scheint sie keine Gefühle mehr für ihn zu empfinden. Ein Subplot, der in Staffel 1 sporadisch, in Staffel 2 häufiger erwähnt wird, ist, dass Veronica Mentorin von Linda wird.
Linda Zwordling, gespielt von Andrea Anders, ist Produkttesterin bei Veridian. Sie scheint sich eine Beziehung mit Ted zu wünschen, weshalb sie oft durch Teds „Nur eine Büroaffäre!“-Regel frustriert ist. Am Ende der zweiten Staffel küssen sich Ted und Linda in Teds Büro, nachdem sie zuvor, aufgrund eines Gerüchts, sie würden miteinander schlafen, „Schluss gemacht“ haben. Im Laufe der Serie wird immer wieder als Running Gag erwähnt, dass Linda kleptomanisch ist und ständig Kaffeesahne aus dem Büro entwendet, wovon auch einige Mitarbeiter zu wissen scheinen.
Dr. Philip Phil Myman, gespielt von Jonathan Slavin ist einer der Wissenschaftler in Teds Abteilung. Die meiste Zeit arbeitet er mit Lem zusammen. Seine Frau hasst ihn anscheinend. Im Laufe der Serie stellt sich heraus, dass sie Mitglied beim Mossad war. Nachdem Phil von der Firma kryonisch eingefroren und durch einen Unfall wieder vorzeitig aufgetaut wurde, stößt er Laute aus, wobei sein Gesicht förmlich einfriert.
Dr. Lem Hewitt, gespielt von Malcolm Barrett ist der andere Wissenschaftler in Teds Abteilung.
Rose Crisp, gespielt von Isabella Acres, ist Teds Tochter. Sie stellt Ted oft Fragen, die Ted anschließend die skrupellosen Praktiken von Veridian Dynamics hinterfragen lassen (wie beispielsweise das Einfrieren von Phil). Wenn ihre Nanny nicht kann, geht sie während Teds Arbeitszeit in die Kindertagesstätte der Firma. Allerdings zieht sie es vor zuhause zu bleiben.

## Gastauftritte
Viele vor allem amerikanische Prominente haben Gastauftritte. Darunter sind:
| - Merrin Dungey - Patricia Belcher - Vivian Bang - Taye Diggs - Chris Parnell - Richard Riehle | - Kyle Bornheimer - Rachelle Lefèvre - Stefanie von Pfetten - Eddie McClintock - Virginia Williams - Kevin Chamberlin | - Jennifer Irwin - Khandi Alexander - Dakin Matthews - Kristoffer Polaha - Rick Hoffman - Geoff Pierson |

## Staffeln

Logo von Comedy Central Deutschland, dem Sender der deutschen Erstausstrahlung

### Ausstrahlung
| Staffel   | Episoden | Ausstrahlung (USA) ABC               | Ausstrahlung (Deutschland) Comedy Central |
| --------- | -------- | ------------------------------------ | ----------------------------------------- |
| Staffel 1 | 13       | 18. März 2009 bis 11. August 2009    | 19. August 2010 bis 12. Juli 2011         |
| Staffel 2 | 13       | 8. Dezember 2009 bis 26. Januar 2010 | 13. Juli 2011 bis 29. Juli 2011           |

### Episodenliste
| Nummer (gesamt) | Nummer (Staffel) | Originaltitel                    | Deutscher Titel                   | Erstausstrahlung (ABC) | Erstausstrahlung (Comedy Central Deutschland) |
| 01              | 01               | Pilot                            | Der Schrei, der aus der Kälte kam | 18. März 2009          | 19. August 2010                               |
| 02              | 02               | Heroes                           | Klumpi                            | 25. März 2009          | 19. August 2010                               |
| 03              | 03               | Throug Rose-colored HAZMAT Suits | Falscher Alarm                    | 1. April 2009          | 26. August 2010                               |
| 04              | 04               | Racial Sensitivity               | Licht und Schatten                | 8. April 2009          | 26. August 2010                               |
| 05              | 05               | Win Some, Dose Some              | Wettern, dass?                    | 15. April 2009         | 2. September 2010                             |
| 06              | 06               | Good Bye, Mr. Chips              | Auf Wiedersehen, Mr. Chips        | 22. April 2009         | 2. September 2010                             |
| 07              | 07               | Get Happy                        | Katzenmenschen                    | 5. Mai 2009            | 9. September 2010                             |
| 08              | 08               | You Are the Boss of Me           | Wer ist hier der Boss?            | 23. Juni 2009          | 9. September 2010                             |
| 09              | 09               | Bioshuffle                       | Das Bioleck                       | 30. Juni 2009          | 16. September 2010                            |
| 10              | 10               | Trust and Consequence            | Sex, Lügen und Videos             | 14. Juli 2009          | 16. September 2010                            |
| 11              | 11               | Father, Can You Hair Me?         | Vater mit Haut und Haar           | 21. Juli 2009          | 23. September 2010                            |
| 12              | 12               | Jabberwocky                      | Jabberwocky                       | 11. August 2009        | 23. September 2010                            |
| 13              | 13               | Secrets and Lives                | Die geteilte Veronica             | 11. August 2009        | 12. Juli 2011                                 |

| Nummer (gesamt) | Nummer (Staffel) | Originaltitel                                 | Deutscher Titel                                    | Erstausstrahlung (ABC) | Erstausstrahlung (Comedy Central Deutschland) |
| 14              | 01               | Love Blurts                                   | Dichtung und Wahrheit                              | 8. Dezember 2009       | 13. Juli 2011                                 |
| 15              | 02               | The Lawyer, The Lemur and the Little Listener | Die Anwältin, der Lemur und die kleine Informantin | 15. Dezember 2009      | 14. Juli 2011                                 |
| 16              | 03               | Battle of the Bulbs                           | Der Birnenkrieg                                    | 22. Dezember 2009      | 15. Juli 2011                                 |
| 17              | 04               | It’s Nothing Business, It’s Just Personal     | Ist nur persönlich?                                | 29. Dezember 2009      | 18. Juli 2011                                 |
| 18              | 05               | The Great Repression                          | Die Last mit der Lust                              | 1. Januar 2010         | 19. Juli 2011                                 |
| 19              | 06               | Beating a Dead Workforce                      | Gute Nacht, Jenkins!                               | 5. Januar 2010         | 20. Juli 2011                                 |
| 20              | 07               | Change We Can’t Believe In                    | Klare Ansagen                                      | 5. Januar 2010         | 21. Juli 2011                                 |
| 21              | 08               | The Imperfence of Communicationizing          | Kommunikation oder Kommunismus                     | 12. Januar 2010        | 22. Juli 2011                                 |
| 22              | 09               | The Long and Winding High Road                | Der Steile Pfad der Tugend                         | 12. Januar 2010        | 25. Juli 2011                                 |
| 23              | 10               | Lust in Translation                           | Lust in Translation                                | 19. Januar 2010        | 26. Juli 2011                                 |
| 24              | 11               | Mess of a Salesman                            | Immer Ärger mit Roger                              | 26. Januar 2010        | 27. Juli 2011                                 |
| 25              | 12               | It’s My Party, and I’ll Lie if I Want To      | Sie, ich und die Maschine                          | -1                     | 28. Juli 2011                                 |
| 26              | 13               | Swag the Dog                                  | Gutscheine und Geheimnisse                         | -1                     | 29. Juli 2011                                 |

* 1 Diese Folgen wurden in den USA nicht ausgestrahlt.